# Henner Friisers Hus
Henner Friisers Hus er en fredet bindingsværksbygning fra renæssancen, der ligger i Brogade 8 i Middelfart på Fyn.
Henner Friisers Hus er opkaldt efter Henner Friiser, som ifølge Arild Huitfeldt Danmarks Riges Krønike fra omkring år 1600, var hjulmand, og som slog Abel af Danmark ihjel i 1252. Henner Friiser havde så vidt vides ingen tilknytning til Middelfart, men denne tilknytning stammer fra B. S. Ingemanns roman Erik Menveds barndom, hvor Friiser optræder som færgemændenes og marsvinsjægernes formand, og boede i Brogade 8.
Bygningen er ejet af Middelfart Museum, og den bruges som den ene af museets to udstillingssteder med en udstilling om byens og egnens historie og om marsvinsjægerne.

## Historie
Bygnigen blev opført mellem mellem 1575 og 1600. Det er den ældst bevarede bygning i Middelfart efter Sankt Nicolai Kirke, der ligger tæt ved. Ved opførslen var den bolig i stueetagen og gildesal samt opbevaring på første sal i ét stort rum. I 1700-tallet har man inddelt førstesalen i mindre rum. I 1705 blev den kongeligt privilegeret gæstgiveri og fungerede som dette frem til 1870.
Middelfart Museumsforening blev stiftet i 1919, og i 1920 blev huset overtaget og indrettet af museet. I 1928 istandsatte museet bygningen sammen med Nationalmuseet, og her fandt man et kalkmaleri på en af væggene på 1. sal. Dette sket igen i 1990, hvor taget blev lagt om. I 2010-2015 blev bygningen gennemgribende restaureret, hvor også facademalingen blev bragt tilbage det originale udseende.

## Beskrivelse
Henner Friisers Hus er gavlhus i to stokværk, med en yderligere tagetage. Hver etage er udkraget, dvs. den går længere ud end underetagen, og det er støttet af udskårne knægte. Den er fme fag bred med døren i midterste fag.
Bygningen er opført på en høj sokkel af marksten, og en stentrappe fører op til døren.
Brogade 8 er bygget helt sammen med nabobygningerne, og Brogade 10 har samme røde farve som Henner Friisers Hus.